# Judith Farnworth

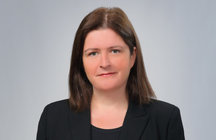
Judith Farnworth, 2012

Judith Margaret Farnworth (* 25. April 1966) ist eine britische Diplomatin. Sie war von 2012 bis 2015 Botschafterin in Bischkek und von 2015 bis 2019 die britische Botschafterin in Jerewan.

## Leben
Judith Farnworth schloss 1988 ein Russisch- und Philosophie-Studium an der University of Durham mit Bachelor with Honours ab. An der University of East Anglia in Norwich machte sie 1990 einen Master of Arts in Internationalen Beziehungen.

## Diplomatischer Werdegang
Nach ihrem Studium begann sie im britischen Foreign and Commonwealth Office. Von 1991 bis 1995 war sie dort leitende Forschungsanalystin in der Abteilung für Forschung und Analyse. Ihren ersten Auslandseinsatz hatte sie von 1996 bis 2000 als Zweitsekretärin an der britischen Botschaft in der Ukraine. Danach war sie von 2000 bis 2004 Leiterin der politischen Abteilung an der Botschaft in Prag. Als stellvertretende Missionsleiterin und Gesandte war sie von 2005 bis 2008 an der Botschaft in Riga und von 2008 bis 2012 erneut in Kiew.
Ihren ersten Einsatz als Botschafterin hatte Judith Farnworth von 2012 bis 2015 an der neueröffneten britischen Botschaft in Kirgisistan. Davor war Kirgisistan diplomatisch von der britischen Botschaft in Kasachstan betreut worden. Ihr Nachfolger in Bischkek wurde Robin Ord-Smith. Von September 2015 bis September 2019 war als Nachfolgerin des Diplomatenehpaars Jonathan Aves und Katherine Leach Botschafterin in Armenien.